# Azygia angusticauda
Azygia angusticauda är en plattmaskart. Azygia angusticauda ingår i släktet Azygia och familjen Azygiidae. Inga underarter finns listade i Catalogue of Life.